# Вусатый, Владимир Иванович
Владимир Иванович Вусатый (21 августа 1954, Винница) — молдавский футбольный тренер. По состоянию на 2021 год — главный тренер сборной Молдавии по мини-футболу (футзалу).

## Биография
В качестве футболиста выступал за коллективы физкультуры в первенстве Молдавской ССР. В 1991 году был начальником команды второй лиги СССР «Буджак» (Комрат).
В 1990-е годы начал тренерскую карьеру с клубами Украины. В 1993—1994 годах возглавлял клуб первой лиги «Подолье» (Хмельницкий), а в 1995—1996 годах тренировал «Верес» (Ровно), также в первой лиге. Затем работал с молдавскими клубами высшего дивизиона, в том числе кишинёвскими «Спортул Студенцеск»/«Униспорт» и «Агро» и тираспольским «Тилигулом». «Тилигул» под его руководством занял предпоследнее место в сезоне 2001/02 и вылетел из высшей лиги. Также тренировал клубы «Заря» (Бельцы), «Тигина» (Бендеры), «Сперанца» (Ниспорены)[уточнить].
В первой половине 2003 года возглавил российский женский клуб «Надежда» (Ногинск). Молодая команда успешно начала сезон, в том числе одержала неожиданную выездную победу над одним из сильнейших клубов России «Ладой» (3:1), однако затем последовал ряд поражений и в середине сезона тренер был уволен.
В дальнейшем снова работал с клубами Молдавии. В августе 2003 года был назначен главным тренером молодёжной сборной страны. В 2006—2007 годах тренировал клуб третьего дивизиона «Петрокуб» (Сарата-Галбена). В сезоне 2014/15 и затем недолгое время в сентябре-октябре 2015 года возглавлял команду высшего дивизиона «Академия» (Кишинёв).
Одновременно с работой в клубах, по меньшей мере с 2011 года возглавлял сборную Молдавии по мини-футболу. По состоянию на апрель 2021 года продолжает тренировать команду. Имеет лицензию ПРО УЕФА.